# Waking Up Laughing
Waking Up Laughing è il nono album in studio della cantante country statunitense Martina McBride, pubblicato nel 2007.

## Tracce
1. If I Had Your Name – 3:43
2. Cry Cry ('Til The Sun Shines) – 3:06
3. Tryin' to Find a Reason – 3:26
4. For These Times – 4:16
5. Anyway (feat. arr. archi di David Campbell) – 4:40
6. How I Feel – 3:48
7. I'll Still Be Me – 3:49
8. Beautiful Again – 2:56
9. Everybody Does – 3:27
10. House of a Thousand Dreams – 3:53
11. Love Land – 3:56
12. Blue Bayou (iTunes pre-order bonus track) – 4:05